# Université de Valladolid

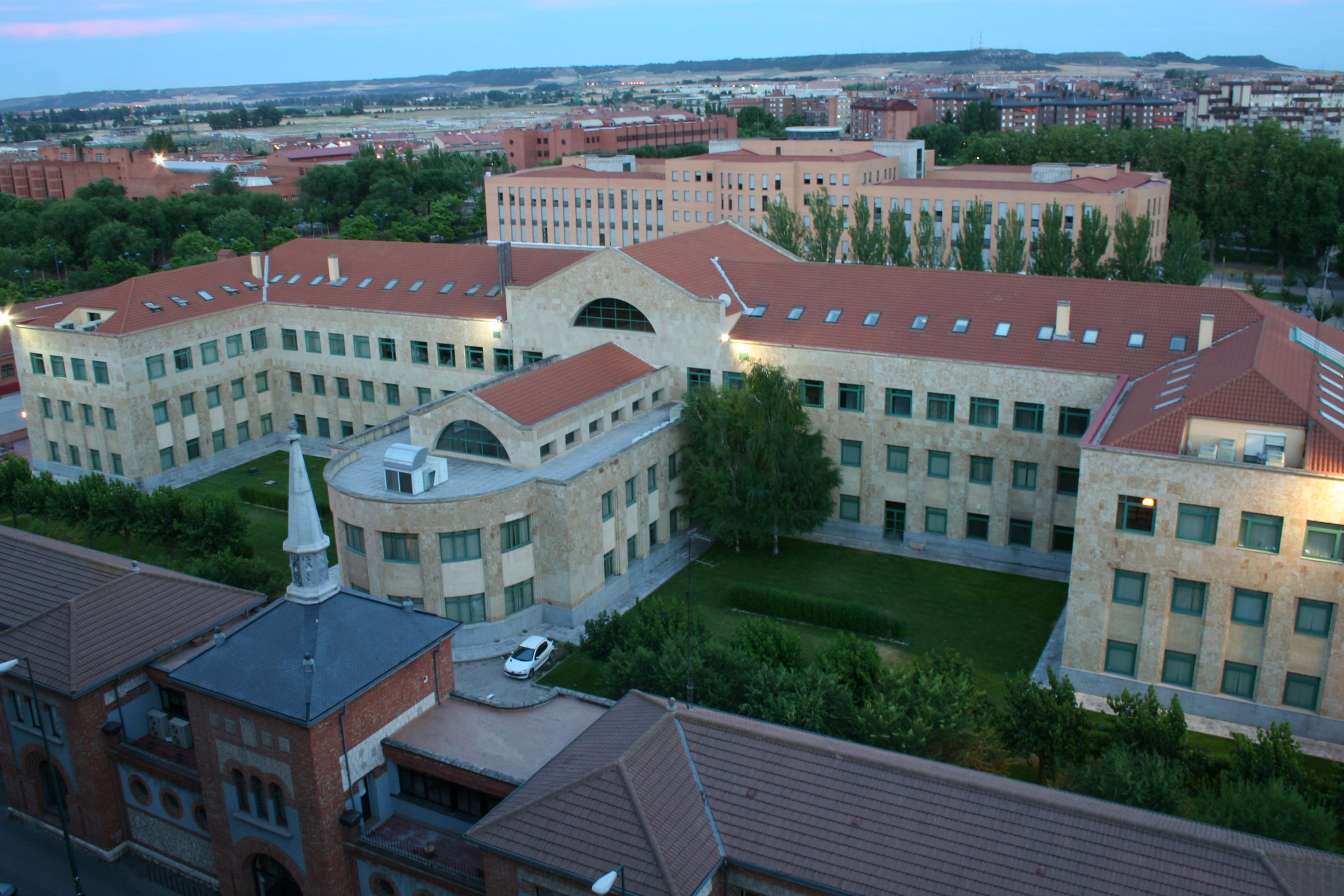
Campus de Valladolid.

L'université de Valladolid est une université publique espagnole fondée au XIIIe siècle. Elle est chargée de l'éducation supérieure de quatre provinces de la communauté de Castille-et-León (province de Valladolid, province de Palencia, province de Soria et province de Ségovie, les principaux établissements se situant dans les capitales de ces provinces portant le même nom).

## Campus deValladolid
Il se compose d'une école d'architecture, d'écoles d'ingénieur, de facultés de sciences, d'économie, de droit (bâtiment du XVIIIe siècle), d'éducation, de philosophie et de lettres, d'une école polytechnique, une école d'infirmière et une école de sciences entrepreneuriales. Ses différents établissements sont répartis dans quatre campus distincts de la ville de Valladolid.

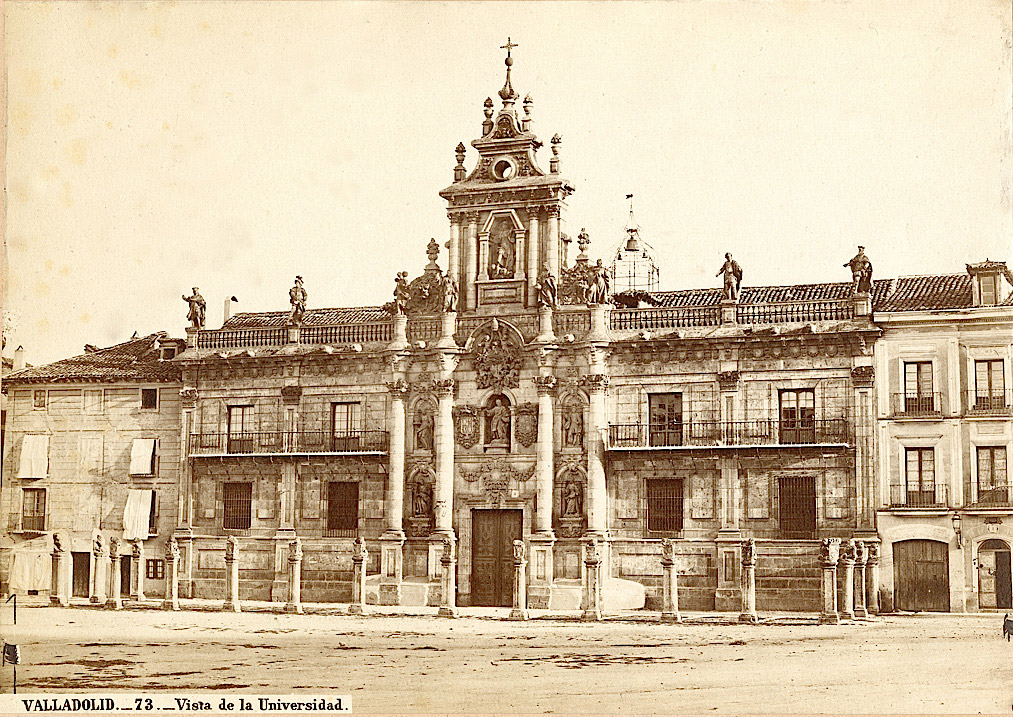
Université de Valladolid, c. 1865, Department of Image Collections, National Gallery of Art Library, Washington, D.C.

## Campus dePalencia
Ce campus regroupe une école de formation des professeurs, une faculté des sciences du travail et une école d'ingénieur dans l'agriculture.
Cette ville accueillit l'ancienne université de Palencia, nommée studium generale de Palencia qui fut l'une des premières université d'Europe et la première université d'Espagne. Elle fut fondée vers 1208/1211 par l'archevêque Tello Téllez de Meneses et  Alphonse VIII de Castille. On y enseigna les arts et la théologie, l'université ferma de 1243 à 1263. Cette université pourrait être à l'origine de l'université de Valladolid.

## Culture
L'université compte avec un orchestre jeune : la Joven Orquesta de la Universidad de Valladolid (JOUVa). Il est composé et géré majoritairement par des élèves de l'université. Depuis sa création, il a réalisé des concerts dans toute la géographie espagnole, et visité de nombreux pays européens, notamment en réalisant des échanges avec d'autres orchestres jeunes (Italie, Belgique, France...). Actuellement (2009), et depuis sa création en 1998 il a comme directeur artistique et musical à Francisco Lara Tejero.
L'université dispose aussi d'un chœur, le Coro de la Universidad de Valladolid, dirigé par Marcos Castán et un groupe de musique ancienne : Grupo de Música Antigua El Parnasso.
Bien que ces formations aient des programmes indépendants, elles réalisent aussi des spectacles ensemble.
La section de Extensión y Cultura se charge de présenter des nombreux programmes culturels pendant toute l'année. On peut noter spécialement UniversiJazz et le Festival Santa Cruz.